# Знаю я
«Знаю я» (англ. I know) — пісня української співачки Руслани. Входить до альбому «Дикі танці» (2003). Вперше пісню було виконано на відкритті 10-го фестивалю «Таврійські Ігри» (2001).

## Кліп
2002 року на пісню «Знаю я» було знято рекордний за мірками тодішнього українського шоу-бізнесу кліп. У зйомках кліпу були задіяні понад 250 спеціалістів із 7-ми компаній України, Росії, Білорусі та Фінляндії, найновіші на той момент досягнення техніки та технології, зокрема, систему «Пілот» для зйомок з гелікоптера, два операторських крани (до речі, один з них за легендою раніше працював на зйомках фільму «Титанік»), складний комплекс з двох кінокамер та кількох десятків фотоапаратів, що був спеціально зконструйований в Мінську для зйомки «кругового обльоту» (ефекту, відомого глядачам з фільму «Матриця»). Це був перший український музичний кліп, знятий для показу в мережі сучасних кінотеатрів у форматі DOLBY DIGITAL (прим.: Студія «Люксен» отримала ліцензію Dolby Laboratories Inc., Лондон).
Під час зйомок концерту у Карпатах Руслана співала на сцені, яку поставили посередині водоспаду.
Одна з найяскравіших масових сцен кліпу — гуцульське весілля (і гуцули, і їхні костюми, і саме весілля справжні). Спеціально для кліпу наречені зіграли весілля на тиждень раніше).

## Текст пісні
Знаю я
Знаю я — на долині кохання нема,
Знаю я, знаю я, тільки в горах,
Де знайти джерело, що спитати в вогня
Знаю я, знаю я! Гей-я-гей, гей-на-на-гей!
Знаю, що буде, і знаю, що ні,
Най це знання не зашкодить мені,
Стежка у гори тікає моя,
Там буде Сонце — і там буду я!
Ти не знаєш, як вітер співає для нас,
Ти не знаєш вогня, ватри вогня!
Як на землю з гори подивитись хоч раз,
Знаю я, знаю я! Гей-я-гей, гей-на-на-гей!
На-на-на…
Знаю я, знаю я
На-на-на…
Знаю я, знаю я, тільки я!

## Версії пісні
У 2002 році вийшло чотири версії цієї пісні (див. нижче):
| #  | Назва                              | Тривалість |
| -- | ---------------------------------- | ---------- |
| 1. | «Знаю я (album version)»           | 3:43       |
| 2. | «Знаю я (Radio Edit)»              | 3:24       |
| 3. | «Знаю я (instrumental Radio Edit)» | 3:24       |
| 4. | «Знаю я (Cj Nekrasov mix)»         | 2:47       |